# Filmoteca de Castilla y León
La Filmoteca de Castilla y León es una institución pública dependiente de la Junta de Castilla y León. Fue abierta al público el 18 de marzo de 1991 y su función es la recuperación, conservación y difusión del patrimonio audiovisual de Castilla y León. Su sede se encuentra en la Casa de las Viejas de la ciudad de Salamanca. 

## La Filmoteca

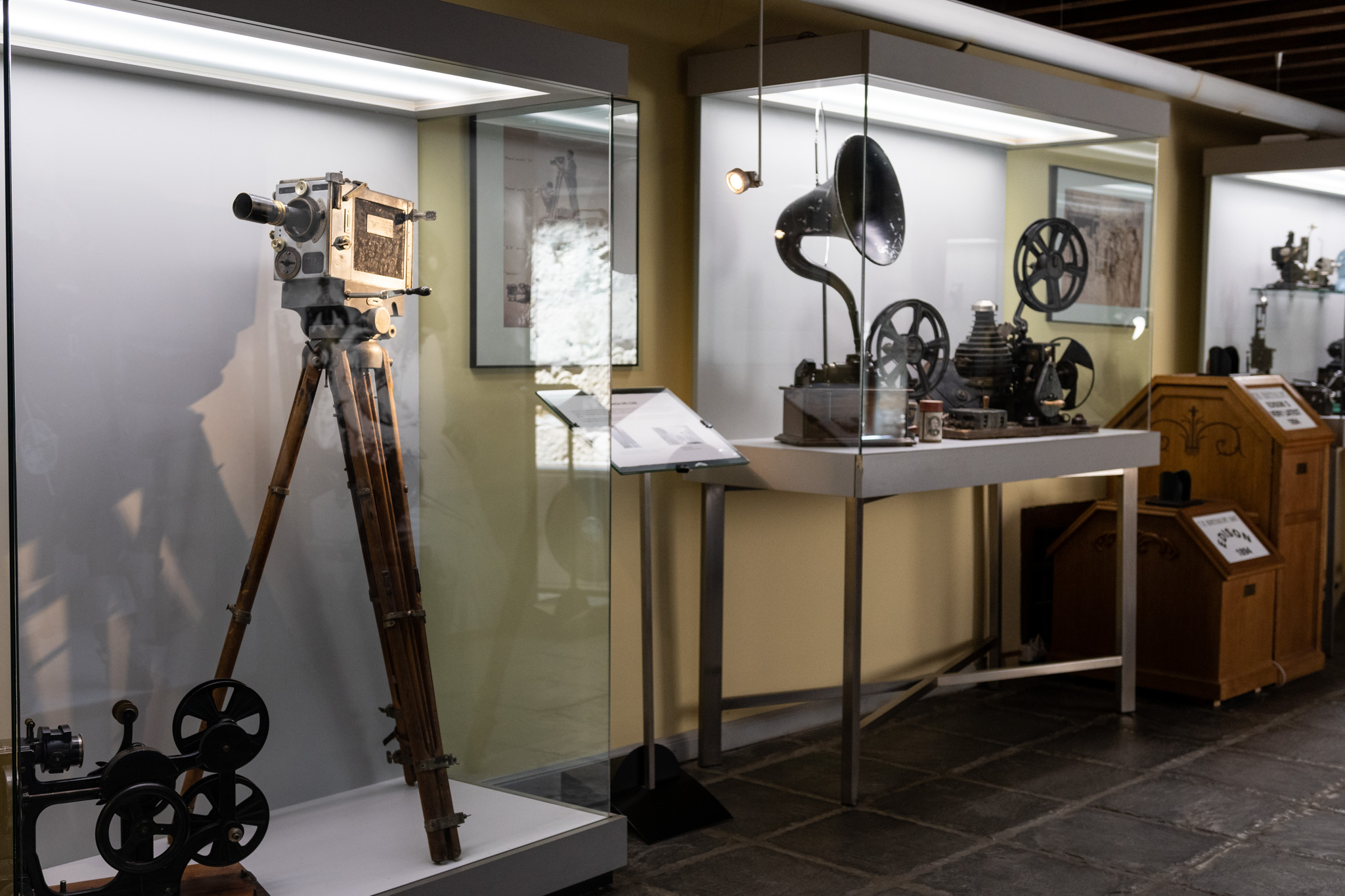
Primeras cámaras cinematográficas expuestas en la Filmoteca de Castilla y León

La Filmoteca de Castilla y León es una institución pública con fines culturales y patrimoniales dependiente de la Consejería de Cultura, Turismo y Deportes de la Junta de Castilla y León y creada con la colaboración y el apoyo permanente del Ayuntamiento y la Diputación de Salamanca, ciudad donde tiene su sede desde su apertura el 18 de marzo de 1991 (Orden de 29 de noviembre de 1990, por la que se crea la Filmoteca de Castilla y León. BOCYL 15 de enero 1991).
Desde su creación, ha contado con una notable acogida entre los profesionales del cine y la fotografía de la comunidad autónoma que han confiado sus archivos fotográficos y documentales y sus producciones cinematográficas y audiovisuales a la institución para su custodia, conservación, catalogación y exhibición a través de exposiciones y ciclos cinematográficos.
Hoy en día, la Filmoteca Regional es una referencia territorial indispensable como archivo público en materia de fotografía, cine y medios audiovisuales; un centro de documentación y de investigación que ha trabajado, desde su labor de divulgación continua, en la creación de la memoria audiovisual de los castellanos y leoneses.
Ofrece servicios diarios de biblioteca, fototeca, videoteca, exposiciones fotográficas y programación cinematográfica.
Desde 1998 alberga en su sede la exposición permanente Artilugios para fascinar, una muestra sobre aparatos e imágenes anteriores al cine integrada por las colecciones del cineasta Basilio Martín Patino y los fotógrafos Luis González de la Huebra, Agustín Pazos, José Núñez Larraz y Ángel Esteban.
Cuenta con un destacado fondo fotográfico con cerca de 300 colecciones fotográficas, un fondo bibliográfico y hemerográfico de 27.000 ejemplares y un fondo fílmico y videográfico de 32.480 documentos.

## El edificio

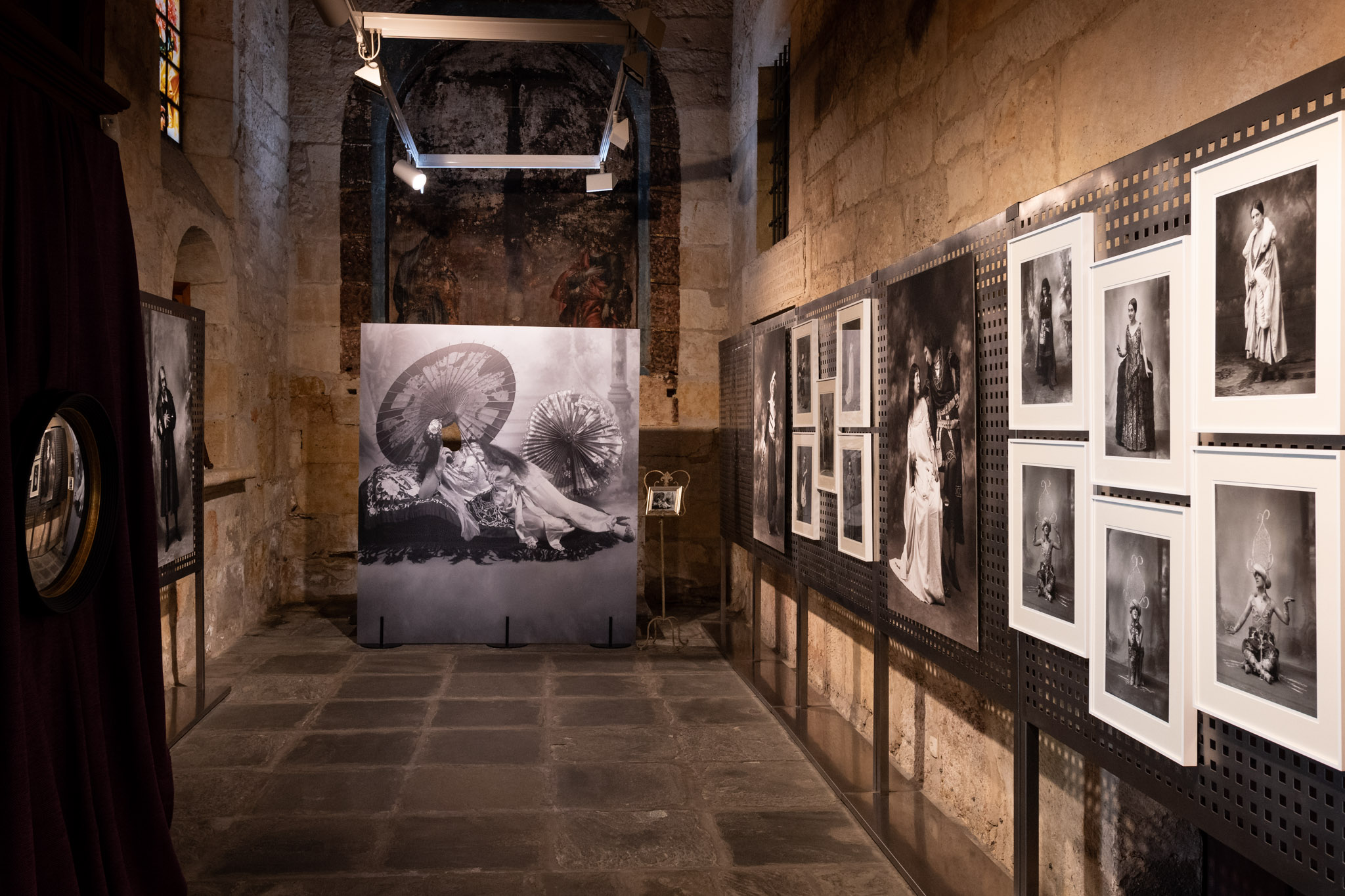
Capilla de la Filmoteca de Castilla y León destinada a exposiciones temporales.

La Filmoteca de Castilla y León se encuentra en un céntrico edificio conocido popularmente como Casa de las Viejas, antiguo Colegio de la Caridad, por su carácter de asilo de viudas en su origen y de ancianas a lo largo de su historia.
Fue rehabilitada por la Diputación de Salamanca en 1986 y ha sido sede de la institución desde 1990 hasta la actualidad.
La casa fue construida por Bartolomé Caballero Torquemada, capellán Real de la Real Clerecía de San Marcos. Conserva algunos elementos renacentistas y un dintel con una inscripción en la que se puede leer que la capilla fue consagrada en 1620. En su testamento lega la casa a la comunidad religiosa con el deseo expreso de destinarla a asilo de viudas.
Posteriormente, ya en el siglo XX ha tenido distintos usos. Uno de ellos fue el de fábrica de hielo que coexistió, desde la posguerra hasta la década de los 70, junto con el asilo. Esta actividad quedó patente en la muestra titulada “La Filmoteca en su entorno” que inauguró la sala de exposiciones temporales en la antigua capilla en 2014. Fue también la sede de la Fundación Salamanca cuando ésta fue creada en 1987, para conseguir la Capitalidad Europea de la Cultura en 1992, título que la ciudad consiguió en 2002. La construcción ha estado siempre muy vinculada a la plaza de San Julián, donde se encuentra, así como a los negocios y mercados de la zona, y a la memoria de los habitantes de esta parte de la ciudad.